# Canton d'Eyguières
Le canton d'Eyguières est une ancienne division administrative française située dans le département des Bouches-du-Rhône, dans l'arrondissement d'Arles.
Il est supprimé à la suite du redécoupage cantonal de 2014.

## Composition
| Nom                   | Code Insee | Intercommunalité                   | Superficie (km2) | Population (dernière pop. légale) | Densité (hab./km2) |
| --------------------- | ---------- | ---------------------------------- | ---------------- | --------------------------------- | ------------------ |
| Eyguières (chef-lieu) | 13035      | Métropole d'Aix-Marseille-Provence | 68,75            | 6 852 (2014)                      | 100                |
| Alleins               | 13003      | Métropole d'Aix-Marseille-Provence | 16,78            | 2 468 (2014)                      | 147                |
| Aureille              | 13006      | CC Vallée des Baux-Alpilles        | 21,74            | 1 568 (2014)                      | 72                 |
| Lamanon               | 13049      | Métropole d'Aix-Marseille-Provence | 19,19            | 2 007 (2014)                      | 105                |
| Mallemort             | 13053      | Métropole d'Aix-Marseille-Provence | 28,16            | 5 972 (2014)                      | 212                |
| Mouriès               | 13065      | CC Vallée des Baux-Alpilles        | 38,35            | 3 470 (2014)                      | 90                 |
| Vernègues             | 13115      | Métropole d'Aix-Marseille-Provence | 15,89            | 1 648 (2014)                      | 104                |

## Représentation

### Conseillers généraux de 1833 à 2015
| Période | Période      | Identité                               | Étiquette           | Qualité |
| ------- | ------------ | -------------------------------------- | ------------------- | --- |
| 1833    | 1836         | Pierre Joseph François Benoît (1788-?) |                     | Notaire royal, praticien Maire d'Eyguières                                                                               |
| 1836    | 1841         | Joseph André Raybaud                   | Opposition libérale | Ancien conseiller à la Cour royale d'Aix, maire d'Eyguières Député (1834-1839)                                           |
| 1841    | 1842         | Pierre André Isnard (1779-1864)        |                     | Propriétaire à Eyguières, conseiller d'arrondissement                                                                    |
| 1842    | 1848         | Joseph Ricard                          |                     | Propriétaire à Mallemort                                                                                                 |
| 1848    | 1857 (décès) | Joseph André Raybaud                   | Opposition libérale | Ancien magistrat, maire d'Eyguières Ancien député (1834-1839)                                                            |
| 1857    | 1870         | Henri Théogène d'Assailly (1809-1880)  |                     | Maire d'Aureille |
| 1870    | 1898         | Frédéric Monier                        | Républicain         | Industriel en savonnerie - Maire d'Eyguières Sénateur (1894-1903)                                                        |
| 1898    | 1905 (décès) | Jean-Marie Bayol                       | Rad.                | Médecin, officier, ancien Lieutenant-Gouverneur des rivières du Sud au Sénégal Sénateur (1903-1905) Propriétaire à Paris |
| 1905    | 1910         | Jules Félix                            | Républicain         | Médecin, maire de Mallemort, ancien conseiller d'arrondissement                                                          |
| 1910    | 1917 (décès) | Frédéric Delmas                        | Rad.                | Médecin-inspecteur, maire d'Eyguières (1904-1914), ancien conseiller d'arrondissement                                    |
| 1917    | 1919         | siège vacant                           |                     | |
| 1919    | 1920 (décès) | Jules Millaud (1846-1920)              | Rad.                | Propriétaire Maire de Mouriès                                                                                            |
| 1921    | 1940         | Louis Payan                            | Rad.ind.            | Maire d'Eyguières |
|         |              |                                        |                     | |
| 1943    | 1945         | Fernand Racineux                       |                     | Président de la délégation spéciale de Mouriès Nommé conseiller départemental en 1943                                    |
|         |              |                                        |                     | |
| 1945    | 1953 (décès) | Pierre Astier (1893-1953)              | SFIO                | Maire de Mouriès, ancien conseiller d'arrondissement                                                                     |
| 1953    | 1973         | Louis Codaccioni (1914-2006)           | DVD                 | Maire d'Eyguières (1953-1971)                                                                                            |
| 1973    | 2015         | Daniel Conte (1935-2024)               | PS                  | Chef d'entreprise Maire de Mallemort (1971-2014) Premier Vice-Président du Conseil Général                               |

### Conseillers d'arrondissement (de 1833 à 1940)
| Période                                  | Période | Identité                      | Étiquette                  | Qualité |
| ---------------------------------------- | ------- | ----------------------------- | -------------------------- | --- |
| 1833                                     | 1836    | Joseph Louis Scipion Fermier  |                            | Propriétaire, maire d'Alleins                                                                               |
| 1836                                     | 1839    | M. Chaves                     |                            | Avocat, propriétaire à Eyguières                                                                            |
| 1839                                     | 1841    | Pierre André Isnard           |                            | Propriétaire à Eyguières                                                                                    |
| 1842                                     | 1845    | M. Aubert                     |                            | Propriétaire à Eyguières                                                                                    |
| 1845                                     | 1848    | M. Monier                     |                            | Négociant à Eyguières                                                                                       |
|                                          |         |                               |                            | |
| 1852                                     |         | Léopold Ricard (1816-1876)    |                            | Notaire à Eyguières                                                                                         |
|                                          |         |                               |                            | |
| 1871                                     | 1877    | Émile Gaston                  |                            | Médecin à Alleins                                                                                           |
| 1877                                     | 1883    | Joseph-Haïm Lunel (1819-1885) | Républicain                | Négociant, maire d'Alleins, suppléant du juge de paix                                                       |
| 1883                                     | 1901    | Jules Félix                   | Républicain                | Médecin à Mallemort, suppléant du juge de paix                                                              |
| 1901                                     | 1907    | Frédéric Delmas               | Socialiste                 | Médecin, maire d'Eyguières                                                                                  |
| 1907                                     | 1913    | Marius Tuaire                 | SFIO                       | Propriétaire à Alleins                                                                                      |
| 1913                                     | 1919    | Pascal Bellon                 | PRS                        | Maire de Vernègues                                                                                          |
| 1919                                     | 1931    | Antoine Lèbre                 | SFIO                       | Président du syndicat des instituteurs et institutrices des Bouches-du-Rhône                                |
| 1931                                     | 1937    | Théophile Daniel Bourgues     | Concentration républicaine | Maire de Mouriès                                                                                            |
| 1937                                     | 1940    | Pierre Astier                 | SFIO                       | Maire de Mouriès                                                                                            |
| 1940                                     |         |                               |                            | Les conseils d'arrondissement ont été suspendus par la loi du 12 octobre 1940 et n'ont jamais été réactivés |
| Les données manquantes sont à compléter. |         |                               |                            | |

## Démographie
| 1962  | 1968  | 1975   | 1982   | 1990   | 1999   | 2006   | 2011   | 2012   |
| ----- | ----- | ------ | ------ | ------ | ------ | ------ | ------ | ------ |
| 9 298 | 9 950 | 11 417 | 14 213 | 16 505 | 19 208 | 21 763 | 23 384 | 23 673 |